# Perugia (provincie)
De provincie Perugia is gelegen in de Midden-Italiaanse regio Umbrië. In het westen grenst ze aan de Toscaanse provincies Arezzo en Siena en de Umbrische provincie Terni. In het oosten liggen vier provincies van de regio Marche: Pesaro-Urbino, Ancona, Macerata en Ascoli Piceno. Ten slotte ligt ten zuiden van Perugia de provincie Rieti die aan de regio Lazio toebehoort.

## Territorium
De provincie Perugia ligt in het hart van Italië. Het landschap is overwegend heuvelachtig. Op de grens van de regio's Umbrië en Marche ligt de hoofdketen van de Apennijnen, hier de Appenino Umbro-Marchigiano genoemd. Deze bereikt zijn hoogste toppen in het zuiden met de Monti Sibillini die meer dan 2000 meter hoog zijn. Het landschap wordt doorsneden door enkele brede rivierdalen, waaronder die van de rivier de Tiber (Tevere), die iets voorbij Rome in de Middellandse Zee uitmondt. In het westen van de provincie ligt het Trasimeense Meer, qua oppervlakte het vierde meer van Italië, maar met een diepte van maximaal 7 meter.

## Bezienswaardigheden
De provincie Perugia is rijk aan kunststeden en historische dorpen. De universiteitsstad Perugia heeft een lange geschiedenis achter de rug en was al belangrijk in de tijd van de Etrusken. Er zijn nog delen van de stadsmuur uit die tijd terug te vinden. Het overgrote deel van het stadscentrum is middeleeuws. Het pronkstuk van de stad is het Palazzo dei Priori aan het Piazza IV Novembre met zijn middeleeuwse fontein. In de stad is ook de Università per stranieri gevestigd, voor buitenlanders die de Italiaanse taal willen leren.
Assisi op 15 km afstand van Perugia is een religieus centrum en bedevaartsoord. Het is de stad van de 13e-eeuwse heilige Franciscus van Assisi. Twee jaar na de dood van San Francesco, in 1228, is men begonnen met de bouw van de Basilica di San Francesco die eigenlijk uit twee boven elkaar gelegen kerken bestaat. Op 26 september 1997 werd Umbrië getroffen door een zware aardbeving die de kerk ernstig beschadigde. Verder telt Assisi nog vele andere kerken, kleine pleinen en een Romeinse tempel, de Tempio di Minerva, uit de tijd van Augustus.
Spello is een van de meest authentieke middeleeuwse dorpen van Italië. De middeleeuwse centra van Todi en Gubbio zijn goed geconserveerd en behoren tot de trekpleisters van de provincie. Qua natuurschoon zijn de Monti Sibillini het hoogtepunt van het gebied, het gebergte heeft de status van nationaal park. Het Trasimeense Meer is erg op toerisme ingesteld en telt verscheidene campings en vele hotels. In het meer liggen drie eilandjes.

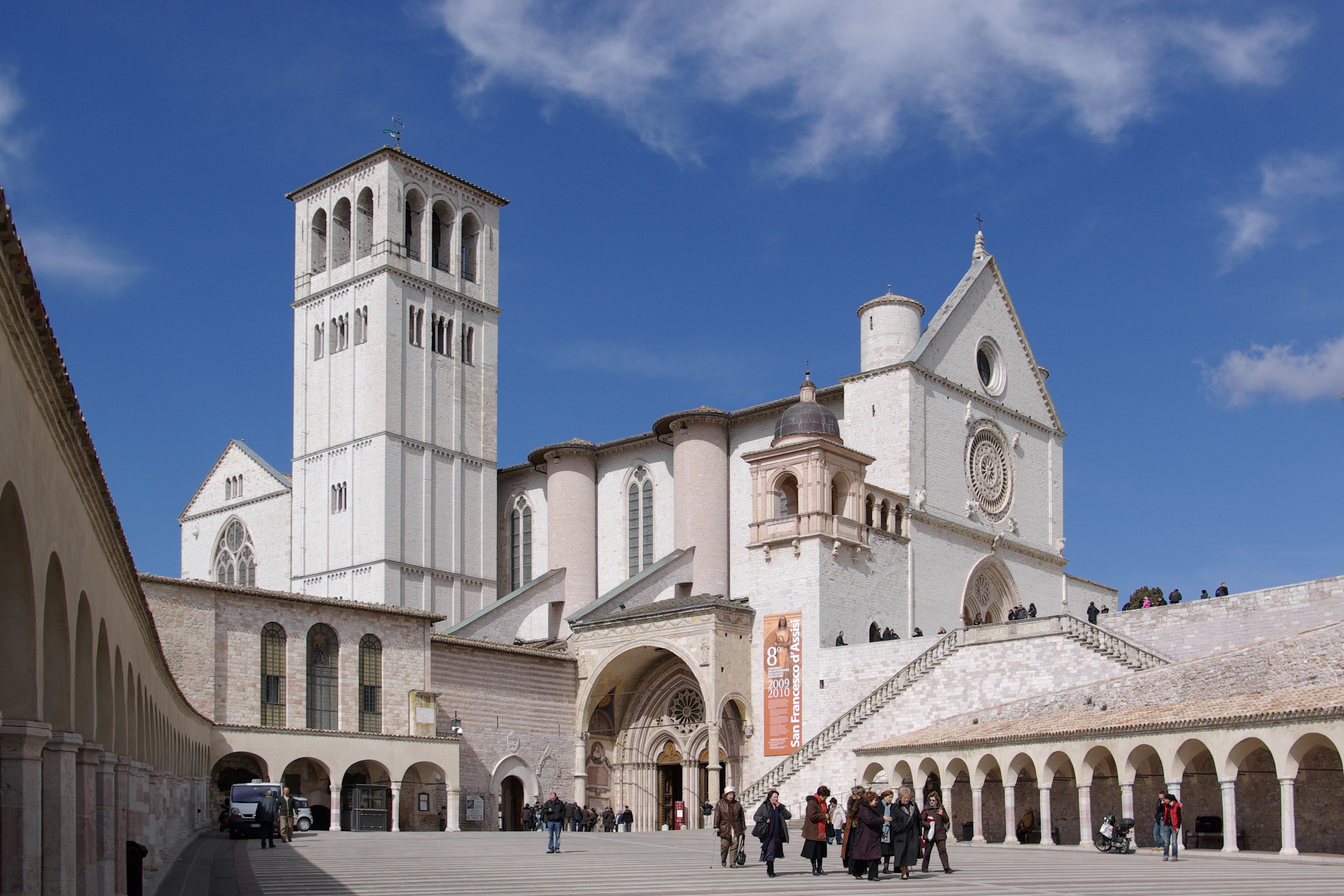
Assisi, Basilica San Francesco

## Belangrijke plaatsen
- Perugia (158.313 inw.)
- Foligno (51.130 inw.)
- Città di Castello (39.243 inw.)
- Spoleto (38.101 inw.)
- Assisi (24.443 inw.)